# Karl Gustav von Goßler
Karl Gustav von Goßler, également Carl Gustav von Goßler et Karl Gustav von Gossler (né le 26 mai 1810 à Cassel et mort le 12 mai 1885 à Königsberg est un avocat, chancelier du Royaume de Prusse et président du tribunal régional supérieur.

## Biographie

### Origine et famille
Karl Gustav von Goßler est le fils du procureur général et juge en chef privé Conrad Christian Goßler (de) (1769-1842) et d'Anna Charlotte Cuny (1780-1810). Il est issu de la famille von Goßler (de) et fonde la 2e lignée de cette famille noble. Son frère est le ministre d'État Albert von Goßler (de) (1re lignée de la famille noble) et l'administrateur de l'arrondissement de Guhrau Eugen von Goßler (de) (3e lignée de la famille noble) son demi-frère.
Karl Gustav von Goßler se marie avec Sophie von Mühler (1816-1877), fille du ministre d'État et de la Justice prussien Heinrich Gottlob von Mühler, à Berlin en 1837. De ce mariage sont nés onze enfants, dont six fils (deux fils sont morts en bas âge) :
- Gustav Konrad Heinrich von Goßler (1838-1902), ministre prussien d'État et de l'Éducation
- Heinrich Wilhelm Martin von Goßler (1841-1927), général d'infanterie prussien, ministre d'État et ministre de la Guerre
- Konrad Ernst von Goßler (1848-1933), général d'infanterie prussien et gouverneur de la forteresse de Mayence
- Albert Theodor Wilhelm von Goßler (de) (1850-1928), lieutenant général prussien

Sa fille Sophie von Goßler (1845-1879) se marie avec le président du tribunal régional supérieur et chancelier du royaume de Prusse Karl Ludwig von Plehwe (de), une autre fille Luise von Goßler (née en 1852) est mariée au général de division prussien Alfred Brausewetter (1838- 1914). Sa fille cadette Auguste von Goßler (1858-1879) se marie avec le général de division prussien Friedrich von Merckel (mort en 1907), fils de l'avocat prussien Wilhelm von Merckel (de).

### Carrière
Karl Gustav von Goßler étudie le droit à Berlin, Heidelberg et Königsberg. Il commence sa carrière professionnelle en 1832 en tant que greffier de la Cour supérieure à la Cour supérieure de Potsdam, y devient un assesseur de la Cour supérieure en 1835, mais déménage au tribunal d'État supérieur de Naumbourg (de) la même année et est nommé en 1838 directeur du tribunal de grande instance et du tribunal municipal en tant que conseiller judiciaire d'arrondissement au tribunal municipal de Weißenfels. En 1844, il occupe le même poste à Mersebourg et en 1846 à Potsdam. Là, il devient directeur du tribunal d'arrondissement (de) de Potsdam en 1849 et en 1854, il rencontre le greffier du tribunal de l'époque Theodor Storm, qui socialise plus tard avec sa demi-sœur Clara. Sur la recommandation de son parent Wilhelm von Merckel (de), Karl Gustav von Goßler embauche Theodor Storm, le soutient également professionnellement et l'introduit dans sa famille, par exemple par des lectures.
À partir de 1854, il est nommé à vie à la Chambre des seigneurs de Prusse par ses « Offices d'État prussiens ». En 1855, il devient vice-président de la cour d'appel de Königsberg. En 1864, il devient président de la cour d'appel d'Insterbourg et en 1868 conseiller supérieur de la magistrature à Königsberg.
En 1869, il devient chancelier d'État et procureur de la Couronne de Prusse. Dix ans plus tard (1879), il retourne dans la capitale provinciale de la Prusse-Orientale en tant que président du tribunal d'État supérieur de Königsberg. Il porte ainsi le titre (officiel) de "chancelier du royaume de Prusse". À ce poste, il apporte une contribution décisive à l'unification du système juridique en Prusse.

## Récompenses (sélection)
- Ordre de Léopold
- Ordre de l'Aigle rouge, 2e classe
- 1869 : Chevalier de l'Ordre de Saint-Jean